# Liste der Monuments historiques in Rives-d’Autise
Die Liste der Monuments historiques in Rives-d’Autise führt die Monuments historiques in der französischen Gemeinde Rives-d’Autise auf.

## Liste der Bauwerke

### Nieul-sur-l’Autise
| Bezeichnung                         | Beschreibung | Standort | Kennzeichnung | Schutzstatus | Datum     | Bild           |
| ----------------------------------- | ------------ | -------- | ------------- | ------------ | --------- | -------------- |
| Ehemalige Abtei Saint-Vincent       |              | (Lage)   | PA00110180    | Classé       | 1862 1875 | weitere Bilder |
| Neolithische Einhegung Champ-Durand |              | (Lage)   | PA00110301    | Inscrit      | 1990      | weitere Bilder |

### Oulmes
| Bezeichnung       | Beschreibung | Standort | Kennzeichnung | Schutzstatus | Datum | Bild           |
| ----------------- | ------------ | -------- | ------------- | ------------ | ----- | -------------- |
| Schloss           |              | (Lage)   | PA00132744    | Inscrit      | 1994  |                |
| Kirche Notre-Dame |              | (Lage)   | PA00110194    | Classé       | 1930  | weitere Bilder |